# Rathendorf

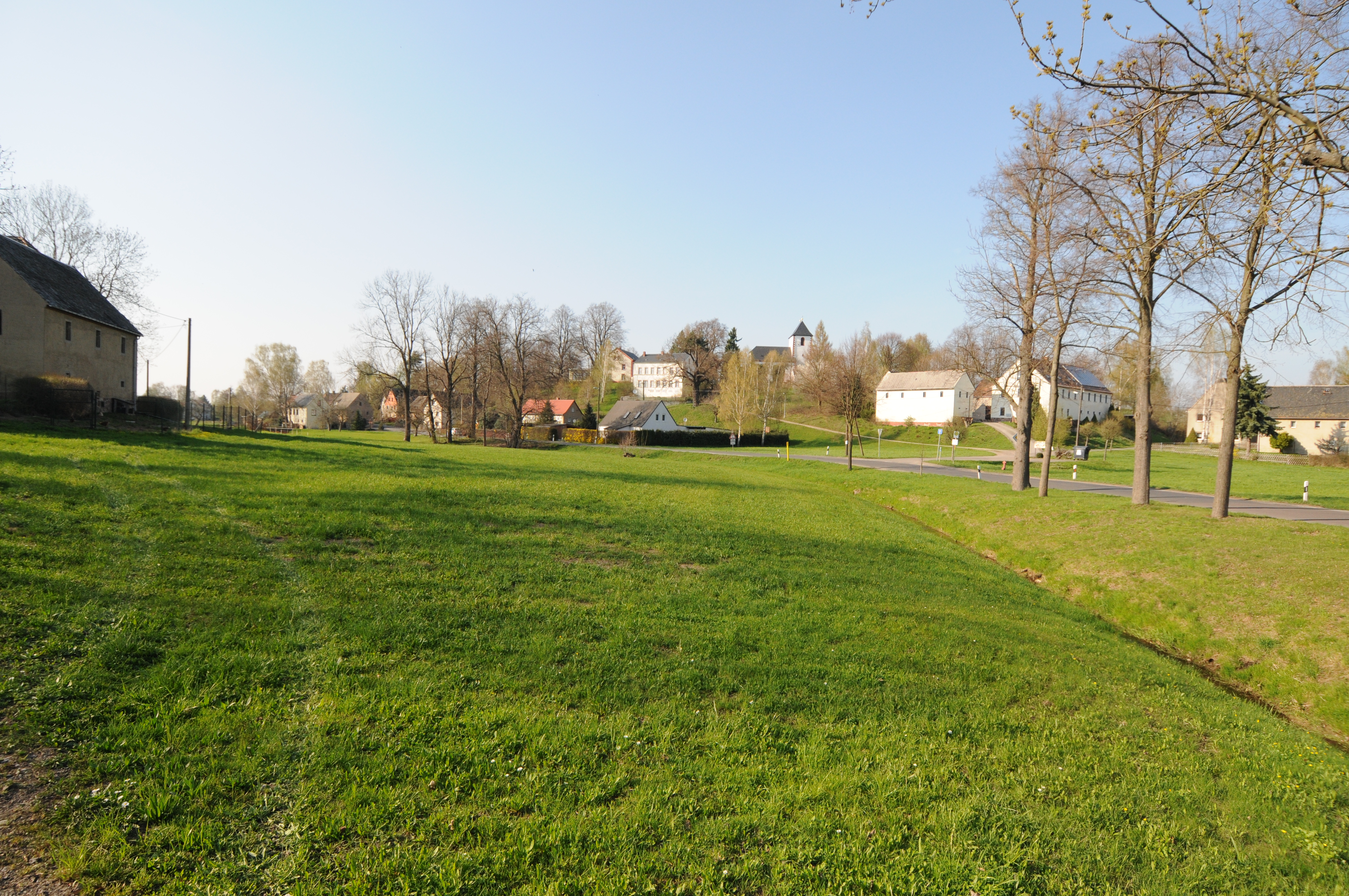
Ortsansicht mit dem Bach Ratte

Rathendorf ist ein zur Stadt Geithain in Sachsen gehöriger Ort im sächsischen Landkreis Leipzig. Gemeinsam mit dem 1956 eingemeindeten Ortsteil Oberpickenhain wurde Rathendorf im Jahr 1996 mit Ossa und Narsdorf zur Gemeinde Narsdorf zusammengeschlossen, die zum 1. Juli 2017 nach Geithain eingemeindet wurde.

## Lage
Das Waldhufendorf liegt etwa 5 Kilometer südlich von Geithain in der hügeligen Landschaft des Kohrener Landes. Östlich des Dorfes verläuft die Bundesautobahn 72 (Chemnitz–Borna–Leipzig) mit der Abfahrt „Rochlitz“. Oberpickenhain liegt direkt im Norden des Orts.

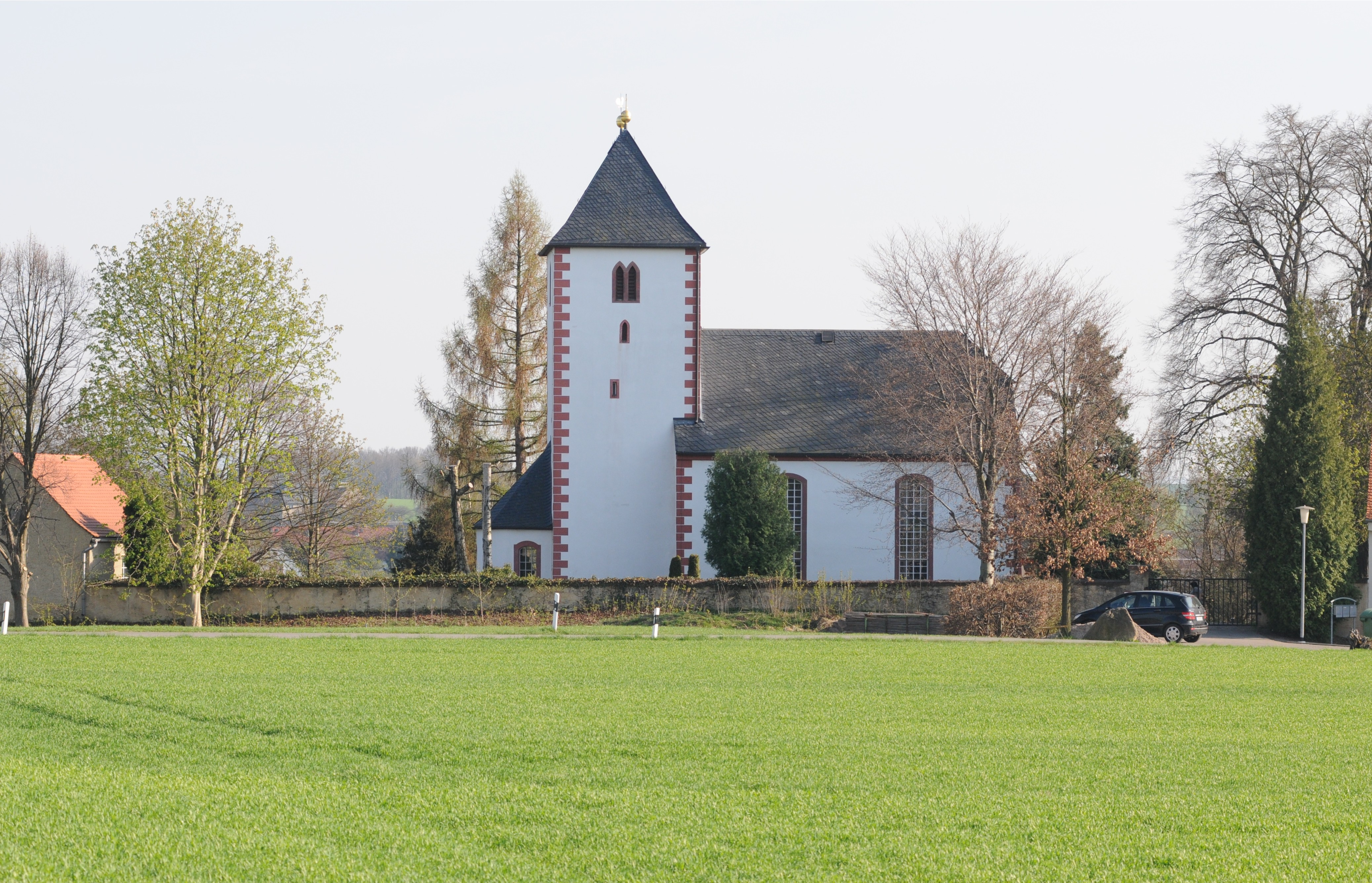
Kirche Rathendorf

## Geschichte

### Rathendorf
Die Rathendorfer Kirche wurde in der zweiten Hälfte des 12. Jahrhunderts errichtet. Sie wurde durch Umbauten, Brandschäden und Wiederaufbau bis in die jüngste Zeit stark verändert.
Seit dem späten Mittelalter unterstand ein Teil des Dorfes direkt dem kurfürstlichen Amt Rochlitz, weitere Teile unterstanden dem Kloster Geringswalde, dem Rat der Stadt Rochlitz oder waren im Besitz adliger Grundherren des Ritterguts Gnandstein. 1510 erhielt die Kirche einen von Franz von Geringswalde geschaffenen Flügelaltar. Wenige Jahre zuvor war der Ort zu einer selbständigen Pfarrei erhoben worden. Seit 1540 ist die Kirchgemeinde evangelisch. Um 1764 war Rathendorf bezüglich seiner Verwaltung geteilt. Der zum Amt Rochlitz gehörige Teil war Amtsdorf, der zum Amt Borna gehörige Teil unterstand der Gerichtsbarkeit des Ritterguts Syhra.
Als Rathendorf 1834 selbstständige Gemeinde wurde, hatte es 441 Einwohner. Ab 1856 gehörte der Ort zum Gerichtsamt Rochlitz und ab 1875 zur Amtshauptmannschaft Rochlitz. Den Höchststand erreichte die Einwohnerzahl 1946 mit 667. Darunter waren viele Ostflüchtlinge.

### Oberpickenhain
Oberpickenhain gehörte um 1378 zum „castrum Rochlitz“. 1548 gehörte ein Anteil des Orts dem Rat zu Geithain, ein weiterer dem Rat zu Rochlitz und ein dritter dem Rittergut Sahlis. 1764 war der zum Amt Rochlitz gehörige Anteil Amtsdorf, der zum Amt Borna gehörige Anteil unterstand der Gerichtsbarkeit des Ritterguts Sahlis. Ab 1856 gehörte der Ort zum Gerichtsamt Geithain und ab 1875 zur Amtshauptmannschaft Borna.

### Geschichte seit der Eingemeindung von Oberpickenhain
1956 wurde Oberpickenhain nach Rathendorf eingemeindet. Am 1. Oktober 1996 kamen beide Dörfer sowie auch Ossa zur Gemeinde Narsdorf. Bei der Eingemeindung hatte Rathendorf 450 Einwohner.
Von 1998 bis 2000 wurde die Rathendorfer Kirche außen und innen aufwendig renoviert. Unmittelbar nach Abschluss dieser Arbeiten brannte die Kirche am 31. März 2000 nieder. Diebe, die die Altarfiguren gestohlen hatten, zündeten das Gebäude an, um ihre Spuren zu verwischen. Außen dann originalgetreu wiederaufgebaut, wurde der Innenraum modern gestaltet. Die Einweihung der innerhalb von 18 Monaten wiedererrichteten Kirche war am 28. Oktober 2001.
2005 wurde die evangelische Kirchgemeinde Teil des Kirchspiels Geithain.

## Entwicklung der Einwohnerzahl
| Jahr    | Einwohnerzahl                                         |
| ------- | ----------------------------------------------------- |
| 1548/51 | 32 besessene Mann, 4 Gärtner, 53 Inwohner, 22 ½ Hufen |
| 1764    | 35 besessene Mann, 34 Häusler, 19 ½ Hufen             |
| 1834    | 441                                                   |
| 1871    | 442                                                   |

| Jahr | Einwohnerzahl |
| ---- | ------------- |
| 1890 | 472           |
| 1910 | 457           |
| 1925 | 462           |
| 1939 | 406           |

| Jahr   | Einwohnerzahl |
| ------ | ------------- |
| 1946   | 667           |
| 1950   | 552           |
| 1964 1 | 525           |
| 1990 1 | 464           |

## Weiteres
Neben der Kirche ist ein (neugebauter) Kindergarten die einzige öffentliche Einrichtung im Ort. Früher (bis ca. 1990) gab es noch eine Grundschule.

## Sehenswürdigkeiten

### Burgwall Rathendorf
Auf dem Gelände des heutigen evangelischen Kindergartens „Wurzelbude“ (Rathendorf Nr. 17) – auf einer Erhebung – befindet sich direkt neben Pfarrhaus/Pfarrhof, Kirche und Friedhof ein wohl slawischer oder frühdeutscher Burgwall, der in Resten erhalten ist. Der Burgwall umschließt das Gelände des Kindergartens größtenteils.
(Die Anlage ist als Burgwall in Sachsen einzustufen.)

### Kirche Rathendorf
Die Kirche in Rathendorf ist eine im Kern spätromanische Chorturmkirche aus dem 13. Jahrhundert, die eine Taufe aus dem 17. Jahrhundert, einen Altar von 1510 und einen Orgelprospekt vom Ende des 19. Jahrhunderts enthielt.
Im Frühjahr 2000 wurde die Kirche Rathendorf aufgrund einer bis heute nicht aufgeklärten Brandstiftung Opfer der Flammen. Der
Wiederaufbau des Gotteshauses kostete damals rund 3 Millionen Euro und wurde zum großen Teil aus der Versicherungssumme finanziert, er dauerte drei Jahre.

## Persönlichkeiten
- Gerald Stier (1940–2022), Komponist, Organist, Kantor und Landeskirchenmusikdirektor der Evangelisch-Lutherischen Landeskirche Sachsens